# راکوتن دی‌اکس
راکوتن دی‌اکس (انگلیسی: Rakuten DX) شرکت فناوری اطلاعات فرانسوی است، که در سال ۲۰۰۶ تأسیس شد.